# Jarafuel (kommun)
Jarafuel är en kommun i Spanien.   Den ligger i provinsen Província de València och regionen Valencia, i den östra delen av landet, 270 km sydost om huvudstaden Madrid. Antalet invånare är 824.